# Городская площадь

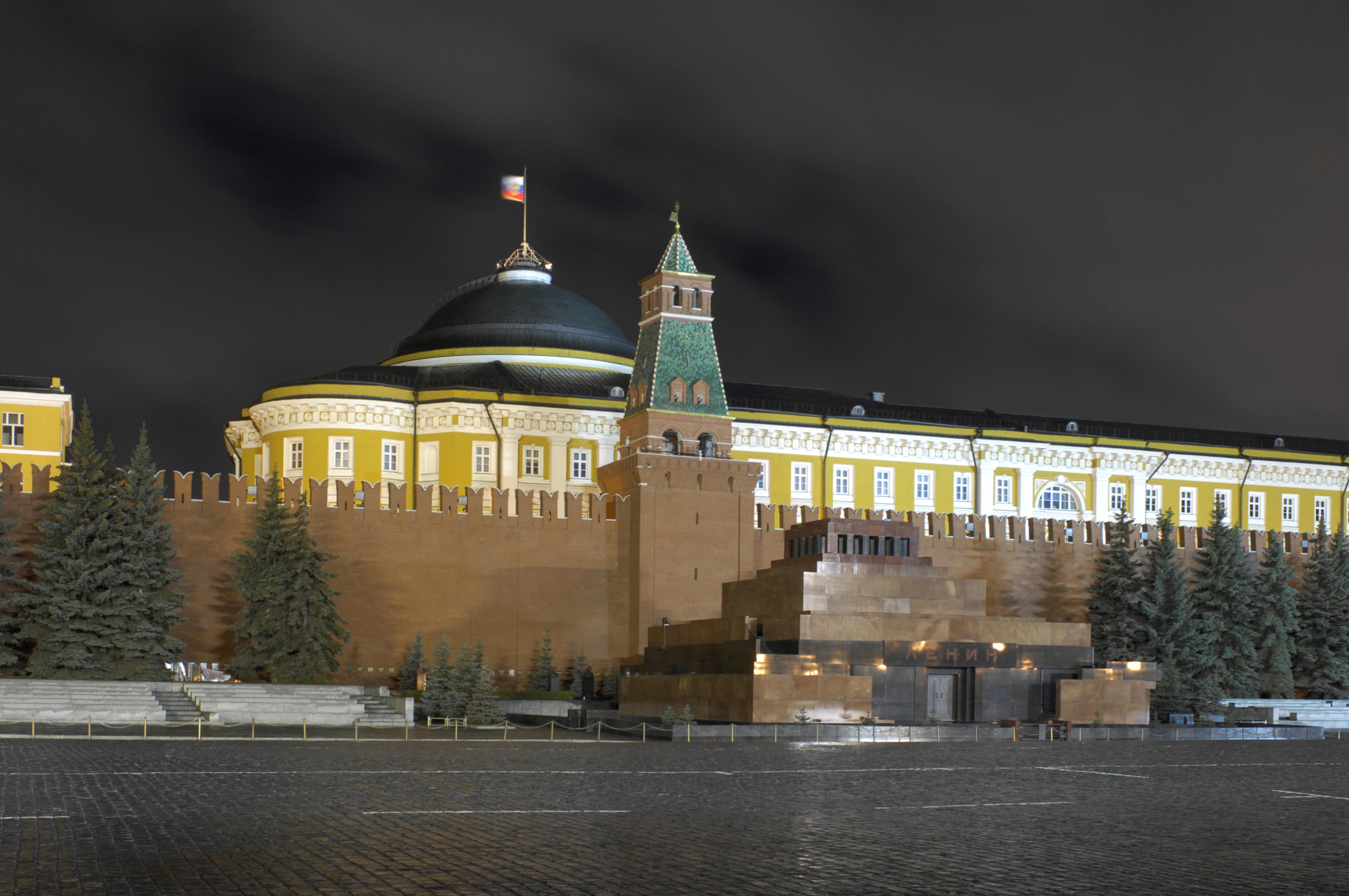
Красная площадь — центр Москвы.

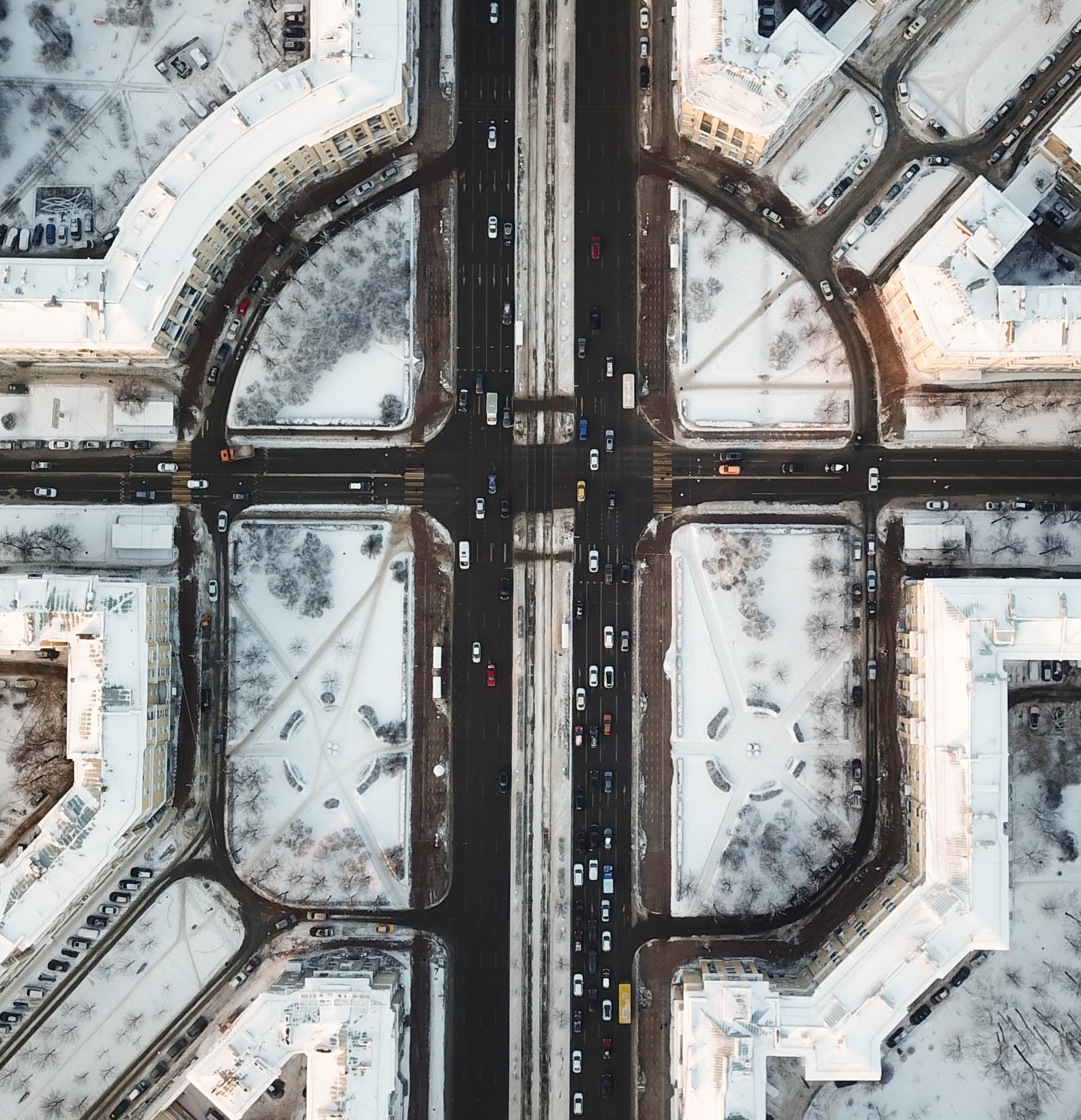
Вид сверху на Площадь Братьев Стругацких в Санкт-Петербурге, видно как здания, обрамляющие пересечение трёх улиц обрисовывают периметр площади.

Пло́щадь — открытое, архитектурно организованное, обрамлённое зданиями и зелёными насаждениями пространство, входящее в систему городских и сельских пространств, ровное место, городской или сельский объект инфраструктуры.
Большинство площадей представляют собой сложные ландшафты, подходящие для открытых рынков, концертов, политических митингов и других мероприятий, требующих ровной поверхности. Поскольку городские площади расположены в центре города, они обычно окружены небольшими магазинами. В их центре часто находится колодец, памятник, статуя или другой подобный архитектурный объект. Те, у которых есть фонтаны, иногда называют площадями фонтанов.
Традиционные названия площадей: древнегреческая — агора, римская — форум, испанская — плаза, немецкая — плац, французская — эспланада, восточная (азиатская) — майдан (базарная площадь). 
Некоторые специалисты считают, что застроенная площадь таковой уже не является, как, например, площадь Восстания в Таганроге.

## Виды и типы
Различают:
- городские и сельские: дворцовые, ратушные, центральные и другие;
- транспортные площади: привокзальные, предзаводские и другие;
- пешеходные площади: театральные, торговые (рыночные), мемориальные, соборные, ратушные;
- другие.

## По странам

### Австралия
Центр города Аделаида и прилегающий к нему пригород Северная Аделаида в Южной Австралии были спланированы полковником Уильямом Лайтом в 1837 году. Улицы города были расположены в виде сетки, причём центр города включал центральную общественную площадь, площадь Виктории и четыре площади в центре каждого квартала города. В Северной Аделаиде есть две общественные площади. Город также был спроектирован так, чтобы его окружали парковые земли, и все эти особенности существуют до сих пор, а площади остаются в основном зелёными.

### Китай

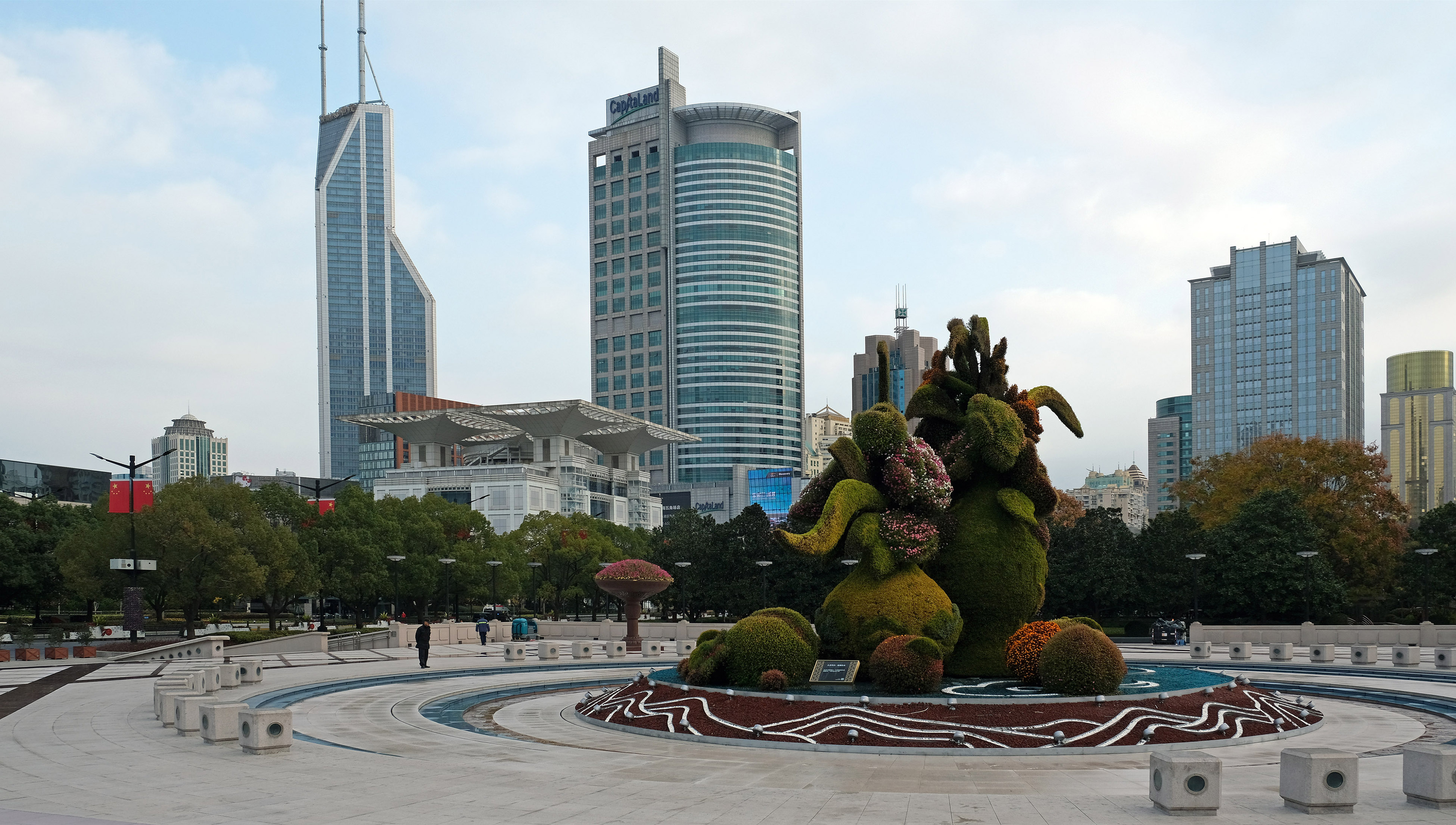
Фонтан на Народной площади в Шанхае, Китай

В материковой части Китая термин «народная площадь» является общим обозначением для центральной городской площади современных китайских городов, созданной в рамках модернизации городов в течение последних нескольких десятилетий. На этих площадях расположены правительственные здания, музеи и другие общественные здания. Одна из таких площадей, площадь Тяньаньмэнь, является известным местом в истории Китая, поскольку на ней проходили Движение 4 мая, провозглашение Китайской Народной Республики, инцидент 1976 года, протесты 1989 года и парады в честь Дня образования КНР.

### Германия
Немецкое слово, обозначающее площадь, — плац (нем. Platz, мн. ч. — Plätze), что также означает «место» и является общим термином для центральных площадей в немецкоязычных странах. Они были средоточием общественной жизни в городах от средневековья до наших дней. Площади, расположенные напротив дворца или замка (нем. Schloss), обычно называют шлоссплац (нем. Schlossplatz). Известные примеры: Александерплац, Парижская (Pariser Platz) и Потсдамская (Potsdamer Platz) площади в Берлине, Хельденплац в Вене и Кёнигсплац в Мюнхене.

### Италия

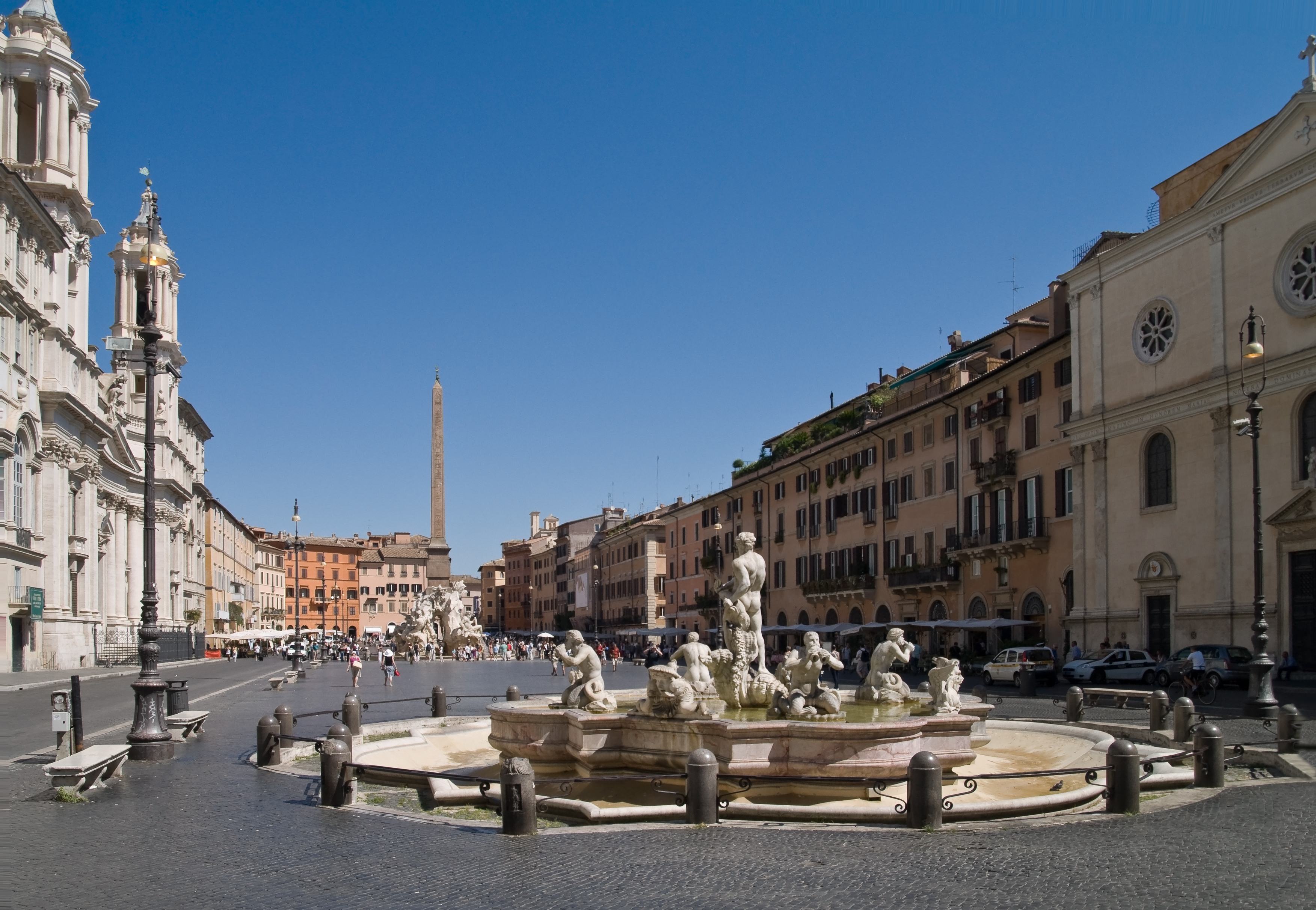
Пьяцца Навона и фонтан дель Моро в центре Рима, Италия. Фонтан на заднем плане — Fontana dei Quattro Fiumi.

Пьяцца (итал. piazza, [pjattsa]) — слово, обозначающее городскую площадь в Италии, Мальте, вдоль побережья Далмации и в прилегающих районах. Один из наиболее известных примеров — Пьяцца Сан-Марко в Венеции. Этот термин примерно эквивалентен испанской плаза (см. ниже). В Эфиопии он используется для обозначения части города.
Когда граф Бедфорд разработал план Ковент-Гардена — первый частный проект городской площади, реализованный в Лондоне — архитектор Иниго Джонс окружил его аркадами в итальянском стиле. Понятие «пьяцца» в сознании лондонцев укрепилось не с площадью как таковой, а именно с аркадами.
Пьяцца обычно встречается на пересечении двух и более улиц. В большинстве итальянских городов есть несколько площадей с расходящимися от центра улицами. На них расположены магазины и другие предприятия малого бизнеса. Многие станции метро и автобусные остановки находятся на пьяццах, поскольку они являются ключевыми точками города.
В Британии под piazza в настоящее время обычно понимают вымощенное открытое пешеходное пространство без травы и растений, часто перед значительным зданием или магазинами. Подобная площадь была разбита у вокзала Кингс-Кросс в Лондоне в рамках его реконструкции, заменившей существующий вестибюль 1970-х годов и позволившей снова увидеть оригинальный фасад 1850-х годов. Есть хороший пример «пьяццы» в Скотсвуде в Ньюкаслском колледже.
В Соединённых Штатах в начале XIX века термин piazza обозначал крыльцо с колоннадой. Некоторые американцы, особенно проживающие в районе Бостона, использовали это слово для обозначения веранды или парадного крыльца дома или квартиры.
Одну из площадей Гибралтара, расположенную между зданиями парламента и городской думы и официально именуемую площадью Джона Макинтоша, в обиходе называют «Пьяцца» (англ. The Piazza).

### Бельгия и Нидерланды

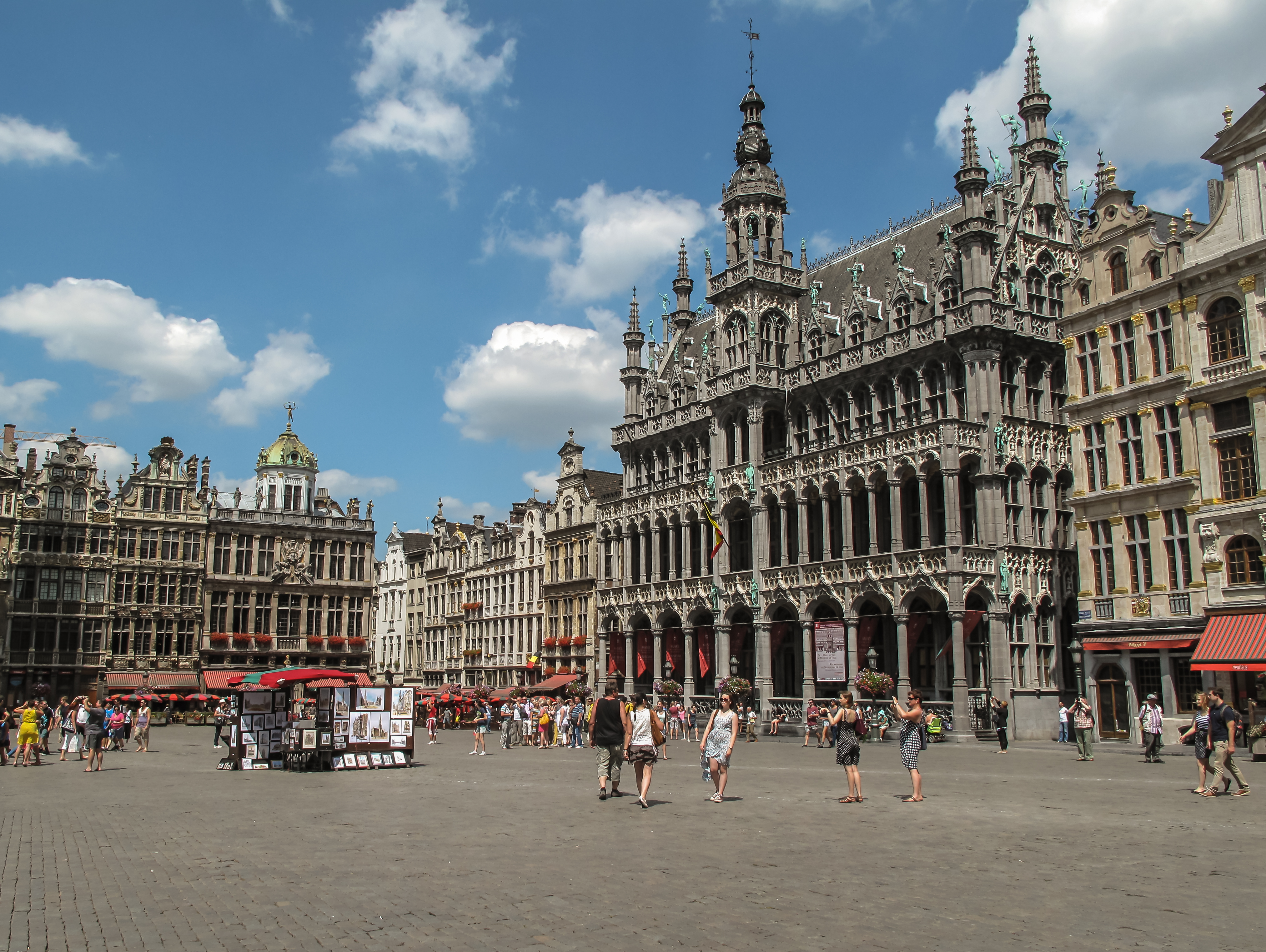
Гран-Плас в Брюсселе, Бельгия

В Нижних землях площади часто называли маркетами, поскольку они использовались в качестве рынков. Исторические площади большинства малых и крупных городов Бельгии и Южных Нидерландов носят название Grote Markt (с нидерл. — «Большой рынок») или Grand-Place (с фр. — «Большая площадь»). Примеры — Гран-Плас в Брюсселе, Гроте-Маркт в Антверпене и Гроте-Маркт в Харлеме. Впрочем, на такой площади часто размещалась и ратуша, что делало её как торговым, так и политическим центром города. Другое обозначение площади, используемое в нидерландоязычных регионах — нидерл. plein (например, площадь в историческом центре Гааги).
В XVII и XVIII веках стал появляться новый тип площадей — т. н. «королевская площадь» (фр. Place royale, нидерл. Koningsplein). Такие площади разбивали перед дворцами или общественными зданиями, чтобы подчеркнуть их величие, а также для проведения военных парадов и церемоний. Как правило, «королевская» площадь была более симметричной, нежели рыночная. Примеры: Королевская площадь (Плас-Рояль) в Брюсселе и Кёнингсплейн в Амстердаме.

### Испаноязычные страны
Название городской площади в испанском языке — плаза (исп. plaza, европейский испанский: [ˈplaθa]) или пласа (латиноамериканский испанский: [ˈplasa]). Это слово, родственное итальянскому пьяцца и французскому плас (фр. place), происходит от лат. plateia, что означает «широкая (дорога или улица)» и, в свою очередь, образовано от греч. πλατεῖα (ὁδός).
Термин «плаза» используется в Испании, Латинской Америке, на юго-западе США и на Филиппинах. Главная площадь административного центра — Plaza Mayor (в испанских колониях иногда называемая Плаза-де-Армас, исп. Plaza de Armas — «площадь вооружения», где можно было собрать войска) содержала три тесно связанных учреждения: собор, кантабиле (здание администрации, которое могло быть встроено в крыло губернаторского дворца), и аудиенцию (суд). Такая площадь может быть достаточно большой, чтобы служить военным плацдармом. Во время кризиса или фиесты это было место, где могла собираться большая толпа.
Подобно итальянской пьяцце и португальской прасса (порт. praça), плаза остаётся центром общественной жизни, равной которой может разве что рыночная площадь. Термином «plaza de toros» обозначают арену для боя быков. Торговые центры могут включать слово «плаза» в свои названия, а в некоторых странах «plaza comercial» используется как синоним слов «centro comercial», то есть «торговый центр».

### Иран

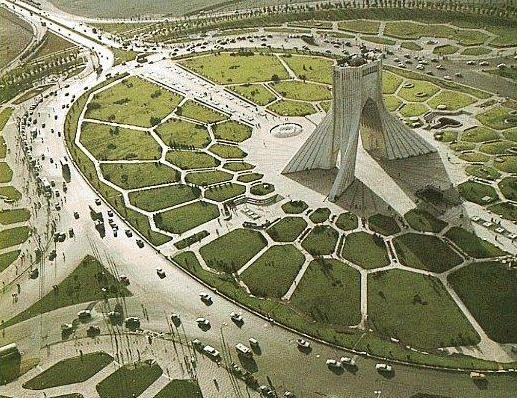
Площадь Азади в Тегеране, Иран

В традиционной персидской архитектуре городские площади известны как майдан или мейдан. Майданы считаются одним из важнейших элементов городского планирования, и они часто находятся рядом с базарами, большими мечетями и другими общественными зданиями. Площадь Накш-э Джахан в Исфахане и площадь Азади в Тегеране являются примерами классического и современного майданов.